# Johann Ostermann (Fußballspieler)
Johann Ostermann (* 29. April 1911; † 29. März 1968) war ein österreichischer Fußball-Nationalspieler.

## Karriere
Der Flügelstürmer begann seine Karriere beim SC Wacker Wien, für den er ab 1930 regelmäßig in der I. Liga auflief. Bereits 1932 wurde Johann Ostermann vom damaligen Spitzenverein SK Rapid Wien engagiert. Nach zwei Vizemeisterschaften in Folge konnte er den Meisterschaftsgewinn in der Saison 1934/35 mit Rapid feiern und selbst dabei 10 Tore beisteuern. Es war ein Fabelsaison für die Hütteldorfer, denn man erlitt keine einzige Niederlage. Bereits am 30. April 1933 war Johann Ostermann zu seinem Debüt in der österreichischen Nationalmannschaft gekommen. Obwohl er in Budapest Österreich beim späteren 1:1 gegen Ungarn in Führung brachte, blieb es sein einziges Länderspiel.
Nach fünf Spielzeiten in Hütteldorf wechselte Johann Ostermann zum SC Austro Fiat Wien in die II. Liga. Mit dem Floridsdorfern stieg er bereits 1938 als Zweitligameister zurück in die höchste Spielklasse auf. Nach einer kriegsbedingten Fusion mit dem Floridsdorfer AC 1940, konnte Johann Ostermann sogar in der Saison 1943/44 noch einmal Vizemeister werden. Anschließend ließ er seine Karriere noch beim zweitklassigen SC Gaswerk Wien ausklingen.

## Erfolge
- 1 × Österreichischer Meister: 1935
- 3 × Österreichischer Vizemeister: 1933, 1934, 1944

- 1 × Österreichischer Cupfinalist: 1934

- 1 × Österreichischer Zweitligameister: 1938

- 1 Länderspiel und 1 Tor für die österreichische Fußballnationalmannschaft 1933

| Personendaten    | Personendaten                            |
| ---------------- | ---------------------------------------- |
| NAME             | Ostermann, Johann                        |
| KURZBESCHREIBUNG | österreichischer Fußball-Nationalspieler |
| GEBURTSDATUM     | 29. April 1911                           |
| STERBEDATUM      | 29. März 1968                            |